# Erwin Wagenhofer

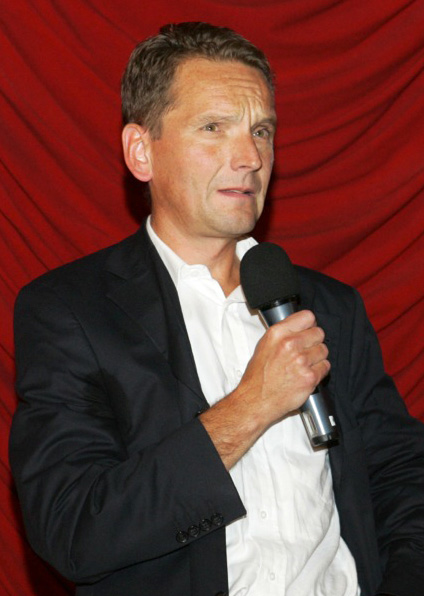
Erwin Wagenhofer la premiera filmului We Feed the World în Gartenbaukino Viena.

Erwin Wagenhofer (n. 27 mai 1961, Amstetten, Niederösterreich) este un autor, producător și regizor de film austriac.

## Viața și activitatea
Erwin Wagenhofer a absolvit cursurile  Technologischen Gewerbemuseum (ro.: Muzeului Tehnologic de Arte Aplicate) din Viena , în cadrul Departamentului de Comunicații și Electronică. Lucrează timp de trei ani în departamentul video la Philips Austria, moment in care Wagenhofer a realizat primele sale filme de scurt metraj. Primul dintre ele, Endstation normal, îl prezinta în 1981 urmând în 1983 scurtmetrajul Das Loch, care a fost prezentat la Festivalul de Film de la Cracovia .
În 1983 se îndreaptă către industria de film și este activ până în 1987, unde a lucrat ca regizor independent și asistent de cameră pentru mai multe producții ORF, precum și filme artistice și documentare. Din 1987, lucrează ca scriitor independent și regizor. Wagenhofer creează în 1988 primul său proiect cinematografic: Das fragmentarische in der Kunst,  portretul artistului austriac Oswald Oberhuber. Acest film a fost prezentat în cadrul emisiunii kunst-stücke al ORF, precum și la Österreichischen Filmtagen Wels din Austria  .
Din 1995 până în 2000 il gasim la catedra ca lector al Donauuniversität din Krems și al Europäischen Journalismus Akademie la secțiile de Cameră și Documentar TV. Din 2002 până în 2010, a fost lector al Universität für angewandte Kunst din Viena. Începând cu anul 2001, Hofer a finalizat  de asemenea mai multe scenarii pentru filme artistice și documentare, proiecte încă nerealizate. Acestea includ scenariile de scurt metraj: Vergiss Neider! ( 2001), Ach Paul... (2005) și scenariul pentru documentația C2H5OH - Äthanol oder schlicht Alkohol ( 2003) .
În 2005 Erwin Wagenhofer realizează primul său documentar de lung metraj pentru cinema: We Feed the World. Documentarul produs de Allegro Film are ca temă subiectul industrializării în creștere a producției de alimente, o critică referitoare la politica agricolă internațională și în special rolul UE în acest context. Filmul a fost prezentat la numeroase festivaluri de film unde a câștigat mai multe premii, atingând în Europa aproximativ 800.000 de vizitatori.

## Filmografie
- 1981: Endstation normal (Kurzspielfilm)
- 1982: Der stumme Frühling (Kurzspielfilm)
- 1983: Das Loch (Kurzspielfilm)
- 1988: Das Fragmentarische in der Kunst (Filmporträt, mit und über Oswald Oberhuber; Erstausstrahlung: ORF kunst-stücke)
- 1990: Wettertanz (Filmporträt, mit und über Christian Ludwig Attersee; Erstausstrahlung: ORF)
- 1995: Chasing After The Molecule (Dokumentarfilm, 58 min[13])
- 1997: Off Screen (Portraits von Filmgewerbetreibenden abseits der Leinwand; Erstausstrahlung in „100 Jahre Kino“)
- 1998: Menschen am Fluss (Dokumentation, Erstausstrahlung: ORF Nightwatch)
- 1999: Die vergorene Heimat (Erstausstrahlung: Bayerischer Rundfunk)
- 1999: Daheim in Europa (Dokumentation)
- 2000: Der Gebrauch des Menschen (Filmportät mit und über Aleksandar Tišma, 90 min)
- 2001: Limes … Aktion Limes (Kurzdokumentation)
- 2002: Moving Vienna (Kurzdokumentation)
- 2002: Agnes … (Kurzspielfilm)
- 2003: Operation Figurini (Dokumentarfilm, 55 min)
- 2005: We Feed the World (Dokumentarfilm, 100 min)
- 2008: Let’s Make Money (Dokumentarfilm, 110 min)
- 2010: Black Brown White (Kinofilm, 107 min)
- 2013: Alphabet (Dokumentarfilm, 113 min)

## Premii și distincții
- Toronto International Film Festival 2005: Official Selection
- International Documentary Film Festival Amsterdam 2005: in Competition
- Britdoc Film Festival Oxford 2006: in Competition
- Motovun Film Festival: Amnesty International Human Rights Award
- Motovun Film Festival: FIPRESCI-Preis
- Internationales Leipziger Festival für Dokumentar- und Animationsfilm 2006: Best Documentary
- Österreichischer Filmpreis 2006
- International Documentary Film Festival Amsterdam 2008: in Competition
- Österreichischer Filmpreis (Austrian Ticket) 2008
- Sundance Film Festival 2009: in Competition
- HotDocs Film Festival 2009: in Competition
- Deutscher Dokumentarfilmpreis/Dokville 2009
- World Shift Ethics Award 2009
- Thomas Pluch Würdigungspreis 2011